# Tilques
Tilly-Capelle là một xã ở tỉnh Pas-de-Calais, vùng Hauts-de-France của Pháp.

## Địa lý
Tilly-Capelle nằm trong thung lũng Ternoise, 31 dặm (49,9 km) về phía tây bắc Arras, gần giao lộ của đường D94 và D97.

## Dân số
| 1962                                                         | 1968 | 1975 | 1982 | 1990 | 1999 | 2006 |
| ------------------------------------------------------------ | ---- | ---- | ---- | ---- | ---- | ---- |
| 167                                                          | 173  | 156  | 166  | 180  | 157  | 172  |
| Số liệu điều tra dân số từ năm 1962: Dân số không tính trùng |      |      |      |      |      |      |

## Địa điểm nổi bật
- Nhà thờ Notre-Dame, thế kỷ 17.

## Dân số
| 1962                                                         | 1968 | 1975 | 1982 | 1990 | 1999 | 2006 |
| ------------------------------------------------------------ | ---- | ---- | ---- | ---- | ---- | ---- |
| 736                                                          | 751  | 696  | 776  | 900  | 947  | 1061 |
| Số liệu điều tra dân số từ năm 1962: Dân số không tính trùng |      |      |      |      |      |      |